# اکسل هانسن
اکسل هانسن (انگلیسی: Axel Hansen; ۱۳ اکتبر ۱۸۹۹ – ۲۸ ژانویهٔ ۱۹۳۳) دوچرخه‌سوار اهل دانمارک بود.